# Ljubelj
Ljubelj is een plaats in de gemeente Ljubešćica in de Kroatische provincie Varaždin. De plaats telt 76 inwoners (2001).